# Права ЛГБТ в ЦАР
Лесбиянки, геи, бисексуалы и транссексуалы (ЛГБТ) в Центральноафриканской республике могут сталкиваться с юридическими трудностями, с которыми не сталкиваются остальные жители этой страны, несмотря на то, что однополые сексуальные отношения в ЦАР декриминализированы. В 2011 году Центральноафриканская Республика подписала декларацию ООН в поддержку прав ЛГБТ.

## Законы, касающиеся однополых сексуальных отношений
Однополые сексуальные отношения между совершеннолетними участниками в Центральноафриканской республике не преследуются по закону. Тем не менее, отчет Государственного департамента США по правам человека за 2012 год показал, что:
Уголовный кодекс страны устанавливает уголовную ответственность за однополые сексуальные отношения. Наказанием за «публичное выражение любви» между лицами одного пола является тюремное заключение на срок от шести месяцев до двух лет или штраф в размере от 150 000 до 600 000 франков КФА BEAC. Когда один из участников является несовершеннолетним, взрослый участник может быть приговорен к лишению свободы на срок от двух до пяти лет или штрафу в размере от 100 000 до 800 000 Франков КФА BEAC; однако не было зафиксировано сообщений говорящих о том, что полиция арестовывала или задерживала [в 2012 году] кого-либо в соответствии с этими положениями.

## Признание однополых пар
Однополые пары не имеют юридического признания. Брак по Конституции страны определяется как «союз между одним мужчиной и одной женщиной ... Семья и брак находятся под защитой государства».

## Условия жизни
Отчет Государственного департамента США по правам человека за 2012 год показал, что:
Хотя существует официальная дискриминация по признаку сексуальной ориентации, не было сообщений о том, что правительство преследует геев и лесбиянок. Однако социальная дискриминация в отношении лесбиянок, геев, бисексуалов и транссексуалов носит устойчивый характер, и многие граждане страны связывают существование гомосексуальности в обществе с чрезмерным влиянием Запада. В стране нет известных организаций, выступающих за или от имени лесбиянок, геев, бисексуалов или трансгендерных людей
.

## Сводная таблица прав
| Тип | Статус |
| --- | ------ |
| Однополые отношения                                                                                          | Yes    |
| Равный возраст согласия                                                                                      | Yes    |
| Антидискриминационные законы только в сфере занятости                                                        | No     |
| Антидискриминационные законы по предоставлению товаров и услуг                                               | No     |
| Антидискриминационные законы во всех других областях (включая косвенную дискриминацию, разжигание ненависти) | No     |
| Однополые браки                                                                                              | No     |
| Признание однополых пар                                                                                      | No     |
| Усыновление ребенка однополыми парами                                                                        | No     |
| Усыновление для одиноких людей независимо от сексуальной ориентации                                          | No     |
| Разрешение для геев и лесбиянок открыто служить в армии                                                      |        |
| Право изменить юридический пол                                                                               |        |
| Доступ к ЭКО для лесбиянок                                                                                   | No     |
| Суррогатное материнство для гей-пар                                                                          | No     |
| Разрешение быть донорами крови для МСМ                                                                       | No     |